# Ptilodactyla atra
Ptilodactyla atra là một loài bọ cánh cứng trong họ Ptilodactylidae. Loài này được Laporte miêu tả khoa học năm 1836.